# Profondo
Profondo è un film italiano del 2019 diretto da Giuliano Giacomelli.

## Trama
Un fotografo e giornalista di nome Leo è alla ricerca di una creatura leggendaria marina, chiamata da tutti con il nome di "Diavolo rosso".

## Riconoscimenti
Il film viene presentato in anteprima mondiale al Cinefantasy - International Fantastic Film Festival 2019 di San Paolo del Brasile, dove viene scelto come pellicola utile a rappresentare l'Italia nella competizione ufficiale. Nello stesso anno viene selezionato all'International Tour Film Festival dove ottiene la nomination come miglior lungometraggio italiano. Sempre nel 2019, il film viene selezionato al Black Bear Film Festival di Milford (Pennsylvania). Nel 2020, "Profondo" entra nella selezione ufficiale del prestigioso Diorama International Film Festival & Market in Nuova Delhi, India.

## Distribuzione
Il film ottiene un rilascio cinematografico limitato a novembre 2019 mentre nel 2020 viene acquisito da Minerva Pictures e Multivision Pictures per un rilascio sui circuiti VOD e home video. Il 29 maggio 2020 il film fa il suo debutto sulla piattaforma Amazon Prime Video Italia.

## Accoglienza
Il film riceve una buona accoglienza, soprattutto nei portali specializzati di cinema indipendente e di genere.
Sulla prestigiosa rivista online Quinlan - Rivista di critica cinematografica il film viene così accolto "un racconto d’avventura di forte impatto psicologico, in cui la solitudine diventa elemento della scena e lo spazio aperto una sorta di prigione ineludibile. Il mare come rifugio e tomba, anelito di libertà che non trova condotti d’aria e resta rinchiuso nella mente, nella memoria, nell’ossessione di una verità che non potrà mai dare sollievo". Sul portale Il Cineocchio, l'opera di Giacomelli viene definita "Un film che vive di suggestioni ed atmosfera" mentre sul portale Darksidecinema - Il cinema dalla parte dei cattivi Profondo viene salutato come "un film singolare e sorprendente, una scheggia impazzita nel panorama italiano, un film dal look internazionale e, soprattutto, appartenente a un genere che il cinema nazionale non pratica da almeno 35/40 anni, l’avventura in mare".